# Lijst van beken in Antigua
Antigua en Barbuda hebben geen permanente rivieren.  Hier volgt een lijst van beken in Antigua.  Het eiland Barbuda bezit geen beken.

## Antigua
- Ayers Creek
- Cooks Creek
- Fitches Creek